# Juba-Arabisch

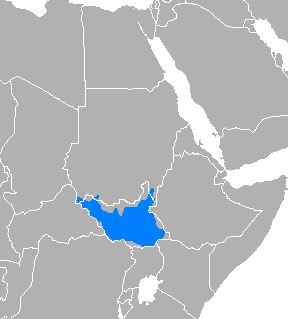
Verbreitung von Juba-Arabisch (blau)

Das Juba-Arabisch ist eine Verkehrssprache, die vor allem in der Provinz Äquatoria im Südsudan gesprochen wird.
Der Name stammt von der Stadt Juba, der Hauptstadt des Südsudan. Es wird auch in Gemeinschaften von Personen aus dem Südsudan, die in Städten im Sudan leben, gesprochen. Die Pidginsprache entwickelte sich im 19. Jahrhundert unter Abkömmlingen türkischer Soldaten im Türkisch-Ägyptischen Sudan, von denen viele gezwungenermaßen aus dem Südsudan rekrutiert wurden. Der Sudan sowie der Südsudan waren damals Teil des Osmanischen Reiches. Besonders die Bewohner des Südens wurden dazu gedrängt, zum Islam zu konvertieren und die arabische Sprache zu übernehmen. Bewohner anderer großer Städte im Südsudan, darunter vor allem Malakal und Wau, sprechen inzwischen immer weniger Juba-Arabisch und tendieren stattdessen zur Verwendung eines Arabisch, welches dem Sudanarabischen näher liegt. Viele fügen dabei Elemente ihrer lokalen Muttersprache bei, vergessen die eigene Sprache aber zugunsten des Hocharabischen, da Letzteres ein höheres politisches Ansehen genießt.

## Klassifikation
Das Juba-Arabisch stammt von einer Pidginsprache ab, welches auf dem Sudanarabischen basiert. Es hat eine stark vereinfachte Grammatik sowie den Einfluss lokaler Sprachen vom Süden des Landes. Man klassifiziert das Juba-Arabische einerseits als eine Pidginsprache, andererseits auch als eine Kreolsprache (was bedeutet, dass die Sprachen von Eltern den Kindern als eine Muttersprache weitergegeben wird). Es wird von einigen sudanesischen Intellektuellen als ein Vertreter einer Sprache anerkannt, die nicht unbedingt ein „schlecht gesprochenes Arabisch“, sondern ein zu unterscheidender Dialekt ist.
Aufgrund des Sudanesischen Bürgerkrieges ab 1983 wurden weitere Forschungen auf diesem Gebiet verboten. Allerdings haben das Anwachsen der Größe der Stadt Juba seit dem Beginn des Bürgerkrieges und seine relative Isolierung vom größten Teil des Hinterlandes während dieser Zeit – zusammen mit dem faktischen Kollaps des staatlichen Bildungssystems in der von der Regierung gehaltenen Garnisonsstadt (welches weiterhin die Verwendung des Arabischen anstelle des Juba-Arabischen gefördert hätte) – die Bedingungen zur Verwendung und Transmission des Juba-Arabischen seit der Zeit der letzten verfügbaren Forschungen geändert. Die neue unabhängige Regierung des Südsudan hat jedoch allein Englisch als die neue offizielle Amtssprache im Südsudan anstelle von Arabisch und einheimischen Sprachen wie Juba-Arabisch, Dinka, Nuer und Schilluk gewählt.

## Weiterführende Literatur
- Stefano Manfredi: Juba Arabic: A Grammatical Description of Juba Arabic with Sociolinguistic notes about the Sudanese community in Cairo, Università degli Studi di Napoli „L’Orientale“.
- Catherine Miller: Le Juba-Arabic, une lingua-franca du Sudan méridional; remarques sur le fonctionnment du verbe, Cahiers du Mas-Gelles, 1, Paris, Geuthner, 1983, Seiten 105–118.
- Catherine Miller: Aperçu du système verbal en Juba-Arabic, Comptes rendu du GLECS, XXIV–XXVIII,  1979–1984, T. 2, Paris, Geuthner, 1983, Seiten 295–315.
- Richard L. Watson: An Introduction to Juba Arabic, Occasional Papers in the Study of Sudanese Languages, 6: 95-117, 1989.